# Ambohimiera
Ambohimiera est une commune rurale malgache située dans la région de Vatovavy.